# A.Q.M. Badruddoza Chowdhury
A.Q.M. Badruddoza Chowdhury, właśc. Abul Qasim Muhammad Badruddoza Chowdhury (ur. 11 października 1930 w Kumilli, zm. 5 października 2024 w Dhace) – bengalski polityk, 12. prezydent Bangladeszu w okresie od 14 listopada 2001 roku do 21 czerwca 2002 roku.

## Życiorys
Ukończył medycynę w Dhace. Członek Nacjonalistycznej Partii Bangladeszu, z ramienia której został wybrany do parlamentu w 1979. Minister edukacji i kultury w 1991 i spraw zagranicznych w 2001. Sekretarz generalny partii 1979-1990. Wybrany na prezydenta 14 listopada 2001. Ustąpił ze stanowiska w lipcu 2002 w wyniku konfliktu z macierzystą partią.